# Kurt Demmler
Kurt Demmler, de son vrai nom Kurt Abramowitsch (né le 12 septembre 1943 à Posen, mort le 3 février 2009 à Berlin) est un auteur-compositeur-interprète est-allemand.

## Biographie
Fils d'un couple de médecins, il grandit à Cottbus et vit à partir de 1956 à Klingenthal. Demmler fait de 1962 à 1963 un stage d'auxiliaire médical à l'hôpital de Schöneck et étudie de 1964 à 1969 la médecine à l'université de Leipzig. En 1969, il reçoit son autorisation d'exercer la médecine et travaille jusqu'en 1976 dans une polyclinique de Leipzig. Après cela, il devient artiste indépendant.
Demmler se présente en 1965 avec ses premières chansons. Pendant un certain temps, il n'est pas autorisé à donner de concerts publics. Ses représentations sont en partie limitées à l'ensemble Louis-Fürnberg de l'Université de Leipzig. En 1967, Demmler est membre du Oktoberklub, puis dans un club de chant de Leipzig.
En 1971 sort son premier LP Kurt Demmler – Lieder. En 1976, il était l'un des cosignataires du manifeste de protestation contre la déchéance de la nationalité est-allemande de Wolf Biermann. Le cycle de 1983 Die Lieder des kleinen Prinzen inspiré du Petit Prince paraît en 1985. Il reçoit la même année le prix national de la RDA.
Dans les années 1970 et 1980, il est l'un des auteurs-compositeurs à avoir du succès en RDA et écrit pour presque tous les musiciens et groupes connus, mais aussi pour certains artistes occidentaux et non allemands. Au total, Demmler est l'auteur de plus de 10 000 paroles de chansons.
Demmler est l'un des cosignataires du manifeste des musiciens rock et auteurs-compositeurs pour la démocratisation et la liberté des médias en RDA le 18 septembre 1989 et participe à la manifestation de masse à Berlin-Est le 4 novembre 1989, où il prononce un discours et avec sa guitare chante Irgendeiner ist immer dabei , une attaque ironique sur la surveillance omniprésente de la Stasi.
Demmler a moins de succès après la réunification de l'Allemagne. Même le girl band Zungenkuss monté à la fin des années 1990 (avec Anna Fischer) n'est que de courte durée.
En 2002, Kurt Demmler est inculpé d'abus sexuel sur mineur et condamné à une amende de 20 euros par jour sur 90 jours.
Le 4 août 2008, Demmler est de nouveau en détention provisoire et soupçonné d'abus sexuel sur des enfants. En novembre 2008, le procureur de Berlin le met en examen. Le musicien est accusé d'avoir abusé sexuellement de six filles entre août 1995 et novembre 1999. Au total, le bureau du procureur a soumis 212 cas individuels. Demmler nie les allégations. Le procès principal contre Demmler s'ouvre le 22 janvier 2009 devant le Landgericht Berlin. Dans le cadre de l'enquête, des victimes présumées auraient également été victimes de Demmler dans les années 1980. Cependant, les enquêtes sur ces affaires sont interrompues pour des raisons de prescription.
Tôt le matin du 3 février 2009, Demmler est retrouvé pendu dans sa cellule de la prison de Moabit. Le suicide a lieu la nuit précédant le deuxième jour du procès. Demmler laisse une femme et deux enfants adultes.

## Discographie
- 1971 : Kurt Demmler – Lieder (Amiga)
- 1975 : Verse auf sex Beinen (Amiga)
- 1979 : Komm in mein Gitarrenboot (Amiga)
- 1982 : Jeder Mensch kann jeden lieben (Amiga)
- 1985 : Die Lieder des kleinen Prinzen (Amiga)
- 1989 : Kerzenlieder 1989 (Amiga)
- 1990 : Windsandundsternenlieder (DSB)
- 2001 : Mein Herz muss barfuß gehn (Unionton)

## Chansons et interprètes
- Du hast den Farbfilm vergessen, He, wir fahrn aufs Land, Was denn et d'autres pour Nina Hagen
- Wer die Rose ehrt, Nach der Schlacht, Chilenisches Metall, Ermutigung et d'autres pour Renft
- König der Welt, Auf den Meeren, Märchenzeit et d'autres pour  Karat
- Album Neue Helden (1988, sous le pseudonyme Kowarski) pour les Puhdys
- Albums Weißes Gold et Reise zum Mittelpubkt des Menschen, chansons comme Der Kampf um den Südpol, Licht in das Dunkel et d'autres pour Stern-Combo Meißen
- Die Sixtinische Madonna, Tritt ein in den Dom, Der grüne Esel et d'autres pour electra
- Wasser und Wein, Abendstunde, stille Stunde, Wind trägt alle Worte fort et d'autres Lift
- Tanzt keiner Boogie, Bluejeans et d'autres pour Silly
- No Bomb, Bernsteinlegende, Glaube an dich, Reise zu den Sternen et d'autres pour Berluc
- Autostop, Ehrlich will ich bleiben, Keiner will sterben, Wie ein Fischlein unterm Eis et d'autres pour Karussell

Par ailleurs, Kurt Demmler écrit des paroles de chansons pour Brigitte Ahrens, Peter Albert, Marek Grechuta & Gruppe Anawa, Babylon, Inka Bause, Bergendy, Hans-Jürgen Beyer, Hansi Biebl Band, Brot und Salz, Uschi Brüning, Budka Suflera, Ralf Bursy, Dialog, Chris Doerk, Drei, Katja Ebstein, Gunther Emmerlich, Express, Veronika Fischer, Reinhard Fißler, Dagmar Frederic, Maja Catrin Fritsche, Gruppe G. E. S., Karel Gott, Monika Hauff & Klaus-Dieter Henkler, Kati Kovács, Horst Krüger Band, Kreis (de), Aurora Lacasa, Wolfgang Lippert, Locomotiv GT, Marita & Rainer, Đani Maršan, Gerti Möller, Thomas Natschinski, Anett Navall, Oktoberklub, Omega, Pankow, Peter und Paul und Aniko, Prinzip, Dean Reed, Maryla Rodowicz, Rote Gitarren, Gaby Rückert, Uve Schikora, Frank Schöbel, SET, Skaldowie, Vlady Slezák, Brigitte Stefan & Meridian, Peter Tschernig, 4 PS, Winni II, Wir, Helga Zerrenz, Petra Zieger, 2 plus 1…

## Source de la traduction
- (de) Cet article est partiellement ou en totalité issu de l’article de Wikipédia en allemand intitulé « Kurt Demmler » (voir la liste des auteurs).